# Scheinfasten-Diät
Die Scheinfasten-Diät, auch Fasting Mimicking Diet (FMD) genannt, ist eine Form des nicht-religiösen Fastens. Sie wurde vom Gerontologen Valter Longo und seinem Forschungsteam an der University of Southern California ursprünglich entwickelt, um die Wirksamkeit von Kalorienrestriktion und Fasten in Tiermodellen zu testen. Nach ersten positiven Ergebnissen wurde sie auf den Menschen übertragen. Anders als bei anderen Formen des Fastens ist während der fünftägigen Scheinfasten-Diät die Aufnahme bestimmter Arten fester Nahrung erlaubt. Dadurch soll der Körper, trotz einer relativ hohen Zufuhr an Nahrungsenergie in einen Zustand des Fastens gelangen, Muskelmasse geht nicht verloren.

## Durchführung
Die Scheinfasten-Diät ist auf eine Dauer von fünf Tagen angesetzt. Sie ist damit, ebenfalls wie das Heilfasten, eine periodische Fastenkur.
Während der Zeit des Fastens wird die Zufuhr an Nahrungsenergie von anfangs 1100 kcal auf 800 kcal pro Tag abgesenkt. In diesem Rahmen sind 3 Mahlzeiten pro Tag erlaubt. Diese setzen sich aus speziell dafür zubereiteten Gemüsesuppen und -eintöpfen, Oliven, Grünkohl-Crackern und Nussriegeln zusammen. Ergänzungen von Vitaminen, Mineralsalzen und Omega-3-Fettsäuren gehören ebenfalls dazu. Nicht erlaubt sind tierische Produkte, Zucker, weißer Reis, Brot und Pasta.
Dabei wird die Aufnahme der Nahrungsenergie zu 50 % in überwiegend ungesättigte Fettsäuren und zu 50 % in komplexe Kohlenhydrate mit geringer glykämischer Last aufgeteilt. Der Eiweißanteil ist hingegen minimal. Aufgrund dieser Konstellation der Nährstoffe sollen im Körper Stoffwechselprozesse mit starker Ähnlichkeit zum Zustand des Fastens angestoßen werden. Der IGF-1-Spiegel werde reduziert und die Protein-Signalwerte MTOR und Proteinkinase A nicht aktiviert. Dadurch werde Nahrung als solche vom Körper nicht erkannt und der Fastenzustand der Ketose und der Autophagie erreicht, was sich in der Bezeichnung des Scheinfastens widerspiegelt.
Nach dem Ende des fünftägigen Fastens wird in der Regel noch ein Übergangstag zum sogenannten Abfasten eingelegt, bei dem der Körper mit Hilfe von leichter, protein- und kohlenhydratarmer Kost an eine normale Energiezufuhr herangeführt wird.

## Präklinische Studien
Ergebnisse aus Tierstudien haben ergeben, dass Mäuse an viszeralem und subkutanem Fett, aber nicht an Magermasse verlieren. Zudem hebt das „fasting mimicking“ die ungünstigen Stoffwechselwirkungen von energie- und fettreicher Ernährung auf den Blutzucker und die Blutfette auf. Auf Ebene der Zellorganellen findet eine umfassende Umprogrammierung statt, die den verbesserten Stoffwechsel und eine möglicherweise verlängerte Lebenszeit erklären kann. Günstige Wirkungen sind zudem im Mausmodell beschrieben für die Knochenstruktur, das Immunsystem und die Krebsinzidenz sowie für kognitive Funktionen, für die Funktionsweise der insulinproduzierenden Betazellen und die Intaktheit des Darmmikrobioms, gegen Entzündungsprozesse im Darm, Brustkrebsprogression, Fettleber, parkinsonartige Neurodegeneration und Multiple Sklerose.

## Klinische Studien
Erste klinische Humanstudien wurden durchgeführt. Diese weisen mehrere Schwächen auf – darunter kleine Stichproben, kurze Studiendauer oder methodische Mängel (z. B. hohe Abbruchraten, eingeschränkte Teilnehmergruppen, ungleichmäßige Geschlechterverteilung), womit die Aussagekraft und Übertragbarkeit der Ergebnisse eingeschränkt ist.
Auf der Seite des Projekts „Medien-Doktor“ wird in einem Beitrag darauf verwiesen, dass beim Studienleiter Valter Longo ein erheblicher Interessenkonflikt besteht, da er ein Unternehmen gegründet hat, welches die in den Studien eingesetzten Diätprodukte herstellt.